# Лоноук (округ, Арканзас)
Шаблон:StateAbbr_ 34°46′41″ пн. ш. 91°52′18″ зх. д. / 34.778055555556° пн. ш. 91.871666666667° зх. д.
Округ Лоноук (англ. Lonoke County) — округ (графство) у штаті Арканзас. Ідентифікатор округу 05085.

## Історія
Округ утворений 1873 року.

## Демографія
За даними перепису
2000 року
загальне населення округу становило 52828 осіб, зокрема міського населення було 24038, а сільського — 28790.
Серед мешканців округу чоловіків було 25988, а жінок — 26840. В окрузі було 19262 домогосподарства, 15018 родин, які мешкали в 20749 будинках.
Середній розмір родини становив 3,09.
Віковий розподіл населення поданий у таблиці:
| Стать    | До 15 років | 15-21 | 22-29 | 30-39 | 40-49 | 50-65 | 65-85 | Понад 85 |
| -------- | ----------- | ----- | ----- | ----- | ----- | ----- | ----- | -------- |
| Чоловіки | 6419        | 2701  | 2514  | 4118  | 3994  | 3988  | 2045  | 209      |
| Жінки    | 6059        | 2518  | 2617  | 4396  | 4013  | 4000  | 2724  | 513      |

## Суміжні округи
- Вайт — північ
- Прері — схід
- Арканзас — південний схід
- Джефферсон — південь
- Пуласкі — захід
- Фолкнер — північний захід

## Виноски
1. ↑  U.S. Decennial Census. United States Census Bureau. Архів оригіналу за 12 травня 2015. Процитовано 27 серпня 2015.
2. ↑  Historical Census Browser. University of Virginia Library. Архів оригіналу за 11 серпня 2012. Процитовано 27 серпня 2015.
3. ↑  Forstall, Richard L., ред. (27 березня 1995). Population of Counties by Decennial Census: 1900 to 1990. United States Census Bureau. Архів оригіналу за 24 вересня 2015. Процитовано 27 серпня 2015.
4. ↑  Census 2000 PHC-T-4. Ranking Tables for Counties: 1990 and 2000 (PDF). United States Census Bureau. 2 квітня 2001. Архів оригіналу (PDF) за 18 грудня 2014. Процитовано 27 серпня 2015.
5. ↑  State & County QuickFacts. United States Census Bureau. Архів оригіналу за 7 червня 2011. Процитовано 20 травня 2014.(англ.) Наведено за англійською вікіпедією.
6. ↑  American FactFinder. Бюро перепису населення США. Архів оригіналу за 26 лютого 2012. Процитовано 31 січня 2008.

| США | Це незавершена стаття з географії США. Ви можете допомогти проєкту, виправивши або дописавши її. |